# 李福達
李福達（?—?），山西代州崞縣（現山西原平縣）人。明朝彌勒教宗教首领。
正德（1506年-1521年）初年與王良、李鉞組織宗教反明，被判处山丹衛充军。自山丹衛逃出，改名为李午，被发现，再次发往山丹衛。後來又逃到陕西洛川，傳習白蓮教，“遠近爭附，隨其貧富，有獻至千金者，破產也所甘心，或子女，或器物，接撞而至”，和邵进禄、惠慶等人在陝起事。事敗，再改名張寅，编立族谱，呈獻黃白術，投靠武定侯郭勳。嘉靖初年，输粟捐官，任山西太原衛指揮使。嘉靖五年（1527年），被仇家薛良告發到山西巡按御史馬録，郭勳写信给马録，希望大事化小。馬録卻联合巡抚江潮上奏弹劾郭勋。
郭勳請张璁进言嘉靖帝，將焦點移轉到大禮議。嘉靖帝命刑部尚书颜颐寿、左都御史聂贤、大理寺卿汤沐等複審。嘉靖六年四月，锦衣卫逮捕马録入京，布政使李璋、按察使李钰、佥事章綸皆入獄。薛良被处死刑，马録发配邊疆。桂萼、方獻夫等平反有功，李福達官復原位以終。嘉靖帝則利用此案鞏固皇權，史稱「李福達案」。
嘉靖四十五年，四川人蔡伯贯叛亂，事败被捕，供出是李福达之孙李同的徒弟。四川抚、按官移文山西，捕李同下狱。自吐为李午孙，大礼之子，世习白社妖教。假称唐裔当出驭世，惑民倡乱，与《大狱录》姓名无异。抚、按官论同坐斩，奉旨诛之。马録被平反，赠太仆少卿。

## 《明史纪事本末》
《李福达之狱》内容来源于《明史纪事本末》第五十六卷，《明史纪事本末》大约成书于清朝顺治十五年（1658年），为清人谷应泰(1620～1690)所撰。此书较后来的《明史》早了八十多年出版。顺治十七年（1660年），谷应泰遭到御史黄文骥弹劾，指斥书中有违碍之处。经朝廷查阅，书中尚无不妥之处，后选入《四库全书》。

## 历史评论
《明史·徐阶传》：“未几，帝（明世宗）崩。（徐）阶草遗诏，凡斋醮、土木、珠宝、织作悉罢，大礼“大狱”、言事得罪诸臣悉牵复之。诏下，朝野号恸感激，比之杨廷和所拟登极诏书，为世宗始终盛事云。 同列高拱、郭朴以阶不与共谋，不乐。朴曰：“徐公谤先帝，可斩也。”
明穆宗即位，御史庞尚鹏据四川蔡伯贯一案，奏称李福达实为白莲教魁首，请为马录、颜颐寿等平反，清人张廷玉等编撰的《明史》采其说，称“由是福达狱始明”（《明史·马录传》）。然而同时代的郭子章怀疑庞论（《国榷·嘉靖六年》）。支大纶亦不赞成庞论（《世穆两朝编年史》）。
高拱、张居正坚决认为桂萼的判案是正确的，修穆宗实录时，居正削去洗雪大狱的诏书和庞尚鹏疏。按高拱持之最力，居正逐高拱，仍在实录中保留高拱的奏疏（《穆宗实录》、《万历野获编》卷十八）。